# Esbeek

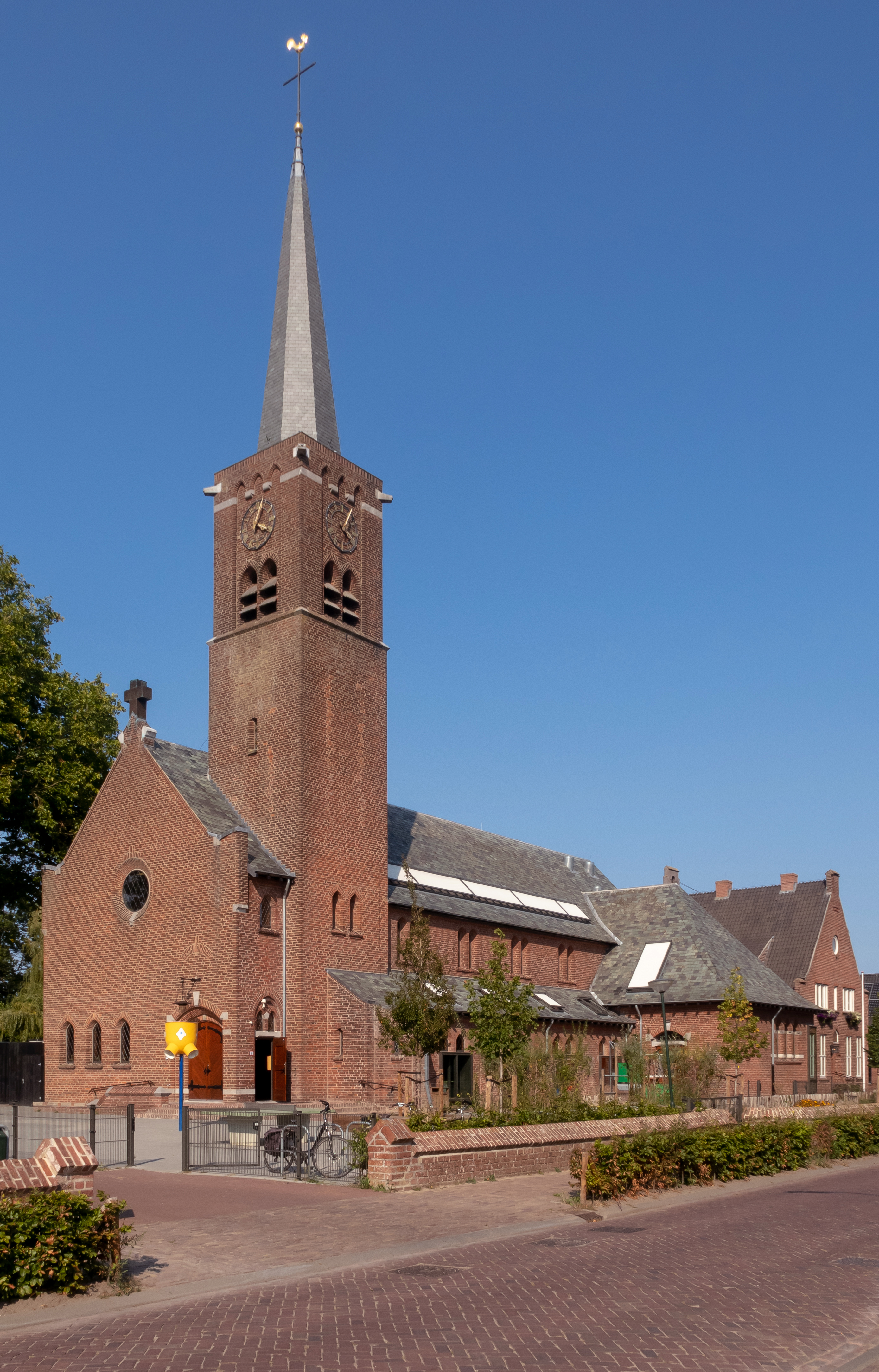
L'église : la Sint Adrianuskerk

Esbeek est un village situé dans la commune néerlandaise de Hilvarenbeek, dans la province du Brabant-Septentrional. En 2009, le village comptait environ 1 100 habitants.